# Barranc del Solà (Salàs de Pallars)
El barranc del Solà, en alguns mapes torrent del Solà, és un barranc afluent de la Noguera Pallaresa que discorre al límit dels termes de Conca de Dalt, al Pallars Jussà, dins del seu antic terme de Toralla i Serradell i Salàs de Pallars, llevat dels darrers 400 metres del seu curs, que és termenal entre Salàs de Pallars i la Pobla de Segur.
Es forma al sud-est de Sensui per l'adjunció del barranc de Rivert i del de Sensui, i no rep cap altra afluència abans d'arribar a les aigües del pantà de Sant Antoni.
En la seva formació indirectament intervé el barranc del Solà, de curt recorregut.